# Cumberland

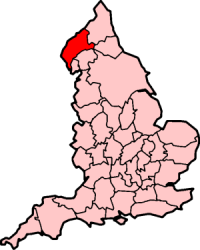

Cumberland é uma região do noroeste da Inglaterra que constitui um dos 39 condados históricos daquele país. Foi uma divisão administrativa (condado administrativo) de 1889 a 1974, sendo hoje parte da Cúmbria. Segundo o censo de 1961, Cumberland teve uma população de 294 303 habitantes.